# Markéta Reedová
Markéta Reedová, rozená Markéta Štočková (* 30. června 1968 Praha) je česká komunální politička, v letech 2002 až 2010 zastupitelka hlavního města Prahy, od června 2009 do února 2010 předsedkyně strany SNK Evropští demokraté a v letech 2006 až 2009 náměstkyně primátora Prahy, v jejíž gesci byly evropské fondy, zahraniční vztahy a protikorupční opatření. 
Od března 2010 do dubna 2012 byla členkou strany Věci veřejné.. Nyní (2024) je bezpartijní.

## Vzdělání a profesní kariéra
Vystudovala střední ekonomickou školu v pražské Resslově ulici (dnešní Českoslovanská akademie obchodní Dr. Edvarda Beneše). Později pokračovala na Univerzitě J. A. Komenského obor Sociální a masová komunikace a dálkově absolvovala "business studies" na Open University. Dál získala titul MPA (Master of Public Administration) na Právnické fakultě Masarykovy univerzity.
Po střední škole nastoupila do hudební redakce Československého rozhlasu (1988–1990), po roce 1989 vyvíjela poradenskou činnost v ekonomické sféře. Od roku 1994 pracovala v Londýně ve vydavatelství obchodních publikací a ročenek Cornhill Publications Ltd. (dceřiná společnost SPG Media, 1994–1997) na pozici manažerky projektu pro východní Evropu. 
Po návratu do Česka spolupracovala s ekonomickým deníkem Financial Times jako researcher (1998–2004). Mezi roky 2004 až 2006 byla poradkyní poslance Evropského parlamentu Josefa Zieleniece.
V minulosti byla podle svých slov členkou společnosti Transparency International.

## Stranické funkce
V roce 2002 vstoupila do strany "Demokraté Jana Kasla" (resp. Evropští demokraté). V období jednání se stranou SNK sdružení nezávislých o spojení s ED patřila ke skupině, která usilovala o intenzivnější spolupráci s jejím tehdejším zaměstnavatelem Josefem Zieleniecem. Předseda strany Kasl toto odmítl a vyřadil Reedovou z aktivit širšího vedení strany. Její pozice se změnila poté, co se strany "SNK sdružení nezávislých" a "ED" počátkem roku 2006 sloučily do SNK Evropští demokraté..
Ve sloučené straně zastávala funkci místopředsedkyně pražské organizace, od 12. května 2007 byla první místopředsedkyní celé SNK-ED.
Po drtivé porážce strany ve volbách do Evropského parlamentu v červnu 2009 (1,66 % oproti 11 % v roce 2004) byla zvolena celostátní předsedkyní. O měsíc později vyhlásila, že v podzimních parlamentních volbách budou SNK-ED kandidovat společně s Věcmi veřejnými. 
V srpnu představia společnou kandidátku s Věcmi veřejnými a Alternativou.
Tyto volby však byly zrušeny rozhodnutím Ústavního soudu.
Dne 29. listopadu byli dovoleni další členové předsednictva SNK-ED republikovým sněmem strany, Reedová zůstala předsedkyní.
Dne 1. února 2010 – v době, kdy byla stále předsedkyní SNK-ED – ze strany vystoupila a ohlásila svou kandidaturu na pozici pražské primátorky na kandidátce Věcí veřejných.
Od března 2010 byla členkou této strany, nyní (2024) je bezpartijní.

## Kandidatury a veřejné funkce
V roce 2002 byla za Demokraty Jana Kasla zvolena do Zastupitelstva hl. m. Prahy, v komunálních volbách v roce 2006 svůj mandát obhájila. V té době se stala se náměstkyní primátora Pavla Béma pro oblasti evropských fondů, antikorupčních opatření a zahraničních vztahů. Podle slov Jany Hybáškové tuto vysokou funkci získala bez konzultace se svou stranou "tak trochu Evropští demokraté osobní dohodou, o které ani předsedkyně strany nevěděla". Reedová tvrdí, že toto rozhodnutí bylo schváleno krajskou radou, předsednictvem i klubem SNK-ED v ZHMP, což dokazuje podpisem společné dohody ODS, SZ a SNK-ED Deklarace pro Prahu 2010.
Na svou pozici rezignovala 15. prosince 2009. Ve svém zdůvodnění oznámila, že se tak stalo v důsledku neúspěšného prosazování protikorupční strategie na magistrátu, která vygradovala v nedostatcích projektu Opencard, který dlouhodobě kritizovala. Občanská demokratická strana disponující v zastupitelstvu většinou, její protikorupční program dvakrát zamítla.
Před komunálních volbách v roce 2010 byla Reedová v reklamě i médiích prezentovaná jako Kandidátka Pražanů na primátorku.
 
Na portrétu Markéty Reedové byla postavena větší část pražské outdoorové kampaně Věcí veřejných.
Ve volbách strana získala 5,66 %, ale nezískala žádné místo v Zastupitelstvu hl. m. Prahy. 
Následně se Reedová z politiky stáhla, v roce 2012 ze strany Věci veřejné odešla a začala provozovat kavárnu Cafe B. Braun (vyprojektovanou a zařízenou podle projektu Evy Jiřičné a Petra Vágnera v pražské Sokolské ulici. 

## Podnikatelské aktivity a členství v orgánech
Od března 2010 do podzimu 2013 byla podílnicí firmy PRAGUE Expertize s.r.o. Předmětem podnikání je výroba, obchod a služby neuvedené v přílohách 1 až 3 živnostenského zákona. Od roku 1998 má živnostenský list na činnosti Zprostředkování obchodu a služeb; činnost informačních a zpravodajských kanceláří; poradenská a konzultační činnost, zpracování odborných studií a posudků; reklamní činnost, marketing, mediální zastoupení; překladatelská a tlumočnická činnost; provozování kulturních, kulturně-vzdělávacích a zábavních zařízení, pořádání kulturních produkcí, zábav, výstav, veletrhů, přehlídek, prodejních a obdobných akcí. Platnost listu byla přerušena po dobu jejího působení v Radě hl. m. Prahy.
Dále zasedala ve správní radě Vysoké školy uměleckoprůmyslové a Nadačního fondu Bezpečná Praha, předsedala školské radě Konzervatoře Jaroslava Ježka.
Pod svým původním příjmením Markéta Štočková byla od roku 15. dubna 1993 do 9. března 2001 společníkem a jednatelem firmy Čechoskandic, spol. s r.o. Ve stejné firmě už s novým příjmením působila v letech 2009 a 2010 jako likvidátorka.
Mezi roky 2003 až 2008 byla členkou dozorčí rady firmy PVA a.s., která provozuje výstavní areál v pražských Letňanech.

## Osobní život
Je rozvedená, má syna Alexandra (nar. 1998). Její bývalý manžel, antikorupční konzultant Quentin Reed, byl podle obchodního rejstříku v době svého pobytu v ČR místopředsedou správní rady společnosti Transparency International – Česká republika.

## Zajímavost
Před parlamentními volbami v roce 2010 se nechala vyfotografovat na kalendář Věcí veřejných (označovaný někdy za kontroverzní), na kterém se ženské představitelky VV představujou ve vyzývavých pózách. Autorem fotografií byl Ondřej Pýcha.
Její otec byl podle jejích slov prvoligovým fotbalistou. 
Reedová měla pravděpodobně na mysli fotbalistu Karla Štočka, který hrál za nuselský klub Nuselský SK a poté za Spartak Motorlet (nyní SK Motorlet Praha); druhý jmenovaný klub hrál v sezóně 1963/64 1. ligu..
Kvůli těžké operaci ledvin však s vrcholovým sportem musel skončit.